# HMS 벨파스트

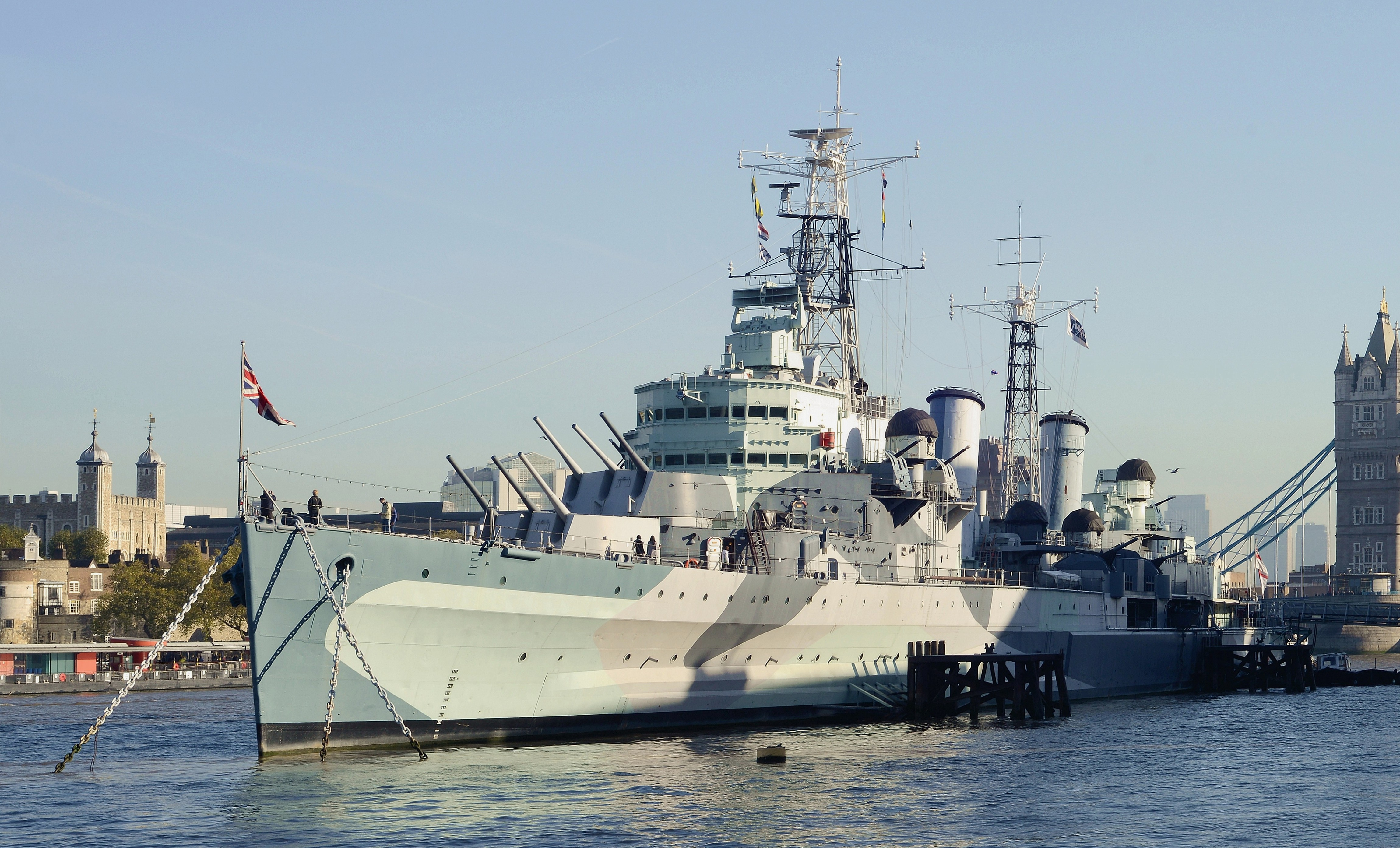
런던에 정박해 있는 HMS 벨파스트

HMS 벨파스트(영어: HMS Belfast)는 영국 해군을 위해 건조된 타운급 경순양함이다. 현재 런던의 템스강에 박물관 선박으로 영구 정박되어 있으며 임페리얼 전쟁 박물관에서 운영한다.